# تریاکی (رنگ)
تریاکی (به انگلیسی: Coquelicot) نام رنگی تیره‌تر از قهوه‌ای سوخته و به رنگ تریاک است.
از این رنگ در صنعت قالیبافی ایران استفاده می‌شود.